# Pimelia senegalensis
Pimelia senegalensis es una especie de escarabajo del género Pimelia, tribu Pimeliini, familia Tenebrionidae. Fue descrita científicamente por Olivier en 1795.

## Descripción
Mide 22 milímetros de longitud.

## Distribución
Se distribuye por Senegal y Gambia.